# Echiniscus canadensis
Echiniscus canadensis är en djurart som tillhör fylumet trögkrypare, och som beskrevs av Murray 1910. Echiniscus canadensis ingår i släktet Echiniscus och familjen Echiniscidae. Inga underarter finns listade i Catalogue of Life.